# Alison Bartosik
Alison Bartosik, född 20 april 1983 i Flagstaff i Arizona, är en amerikansk konstsimmare.
Bartosik tog OS-brons i lagtävlingen i konstsim och även OS-brons i duett i konstsim i samband med de olympiska konstsimstävlingarna 2004 i Aten.